# Újezd, Beroun
Újezd là một làng thuộc huyện Beroun, vùng Středočeský, Cộng hòa Séc.